# Вилья-Элиса (Энтре-Риос)
Вилья-Элиса (исп. Villa Elisa) — город и муниципалитет в департаменте Колон провинции Энтре-Риос (Аргентина).

## История
Основан в 1890 году Эктором де Элия. Заселялся иммигрантами из Швейцарии и Италии.

## Знаменитые уроженцы
- Рикардо Ноир (род.1987) — футболист.